# Matthew Cotes Wyatt

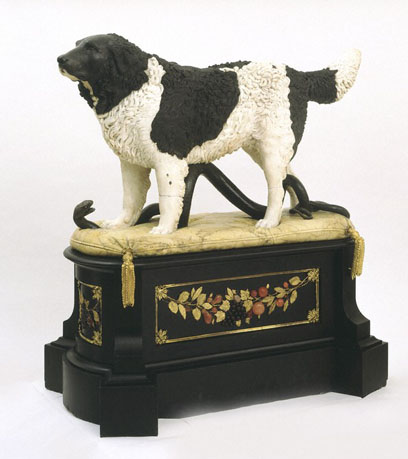
Bashaw, L'ami fidèle de l'homme foulant aux pieds son ennemi le plus insidieux par Matthew Cotes Wyatt, Victoria and Albert Museum, 1833

Matthew Cotes Wyatt (1777 - 3 janvier 1862) est un peintre et sculpteur, membre de la famille Wyatt qui est bien connue à l'époque victorienne pour ses architectes et sculpteurs.  

## Jeunesse
Wyatt est né à Londres, en 1777. Il est le fils de James Wyatt et le frère de Benjamin Dean Wyatt, tous deux architectes. Wyatt fait ses études au Collège d'Eton et rejoint la Royal Academy en 1800. Le 29 décembre 1801, il épouse Maria McClellan (décédée en 1852), la veuve d'Edward McClellan, capitaine de navire. Ils ont quatre fils, Matthew, James, George et Henry Wyatt. 
En 1805, à l'âge de 28 ans, et grâce aux influences de son père, il est employé par George III sur plusieurs œuvres au château de Windsor, dont la restauration et l'extension des plafonds d'Antonio Verrio dans les salles d'État rénovées. De 1800 à 1814, Wyatt expose des portraits et des sujets historiques à l'huile à la Royal Academy. Il est proposé pour devenir membre associé de l'Académie en 1812, mais n'est pas élu et ne deviendra jamais membre de l'institution. Dans le même temps, il s'initie au modelage et à la gravure. Il passe ainsi de la peinture à la sculpture, dans l'espoir de bénéficier de propositions pour de grands monuments commémoratifs, notamment après la bataille de Waterloo de 1815. Son premier travail public est une sculpture commémorative de Lord Nelson, dévoilée à l'Exchange Flags Square, à Liverpool, en octobre 1813. 

## Carrière
Cependant, c'est le cénotaphe en marbre à la mémoire de la princesse Charlotte, fille de George IV, dans la chapelle Saint-Georges du château de Windsor qui a définitivement établi la réputation de Wyatt, ainsi qu'une statue équestre en bronze de George III réalisée à la demande d'un comité de souscripteurs et qui se trouve maintenant à la jonction de Pall Mall East et Cockspur Street, à Londres. 

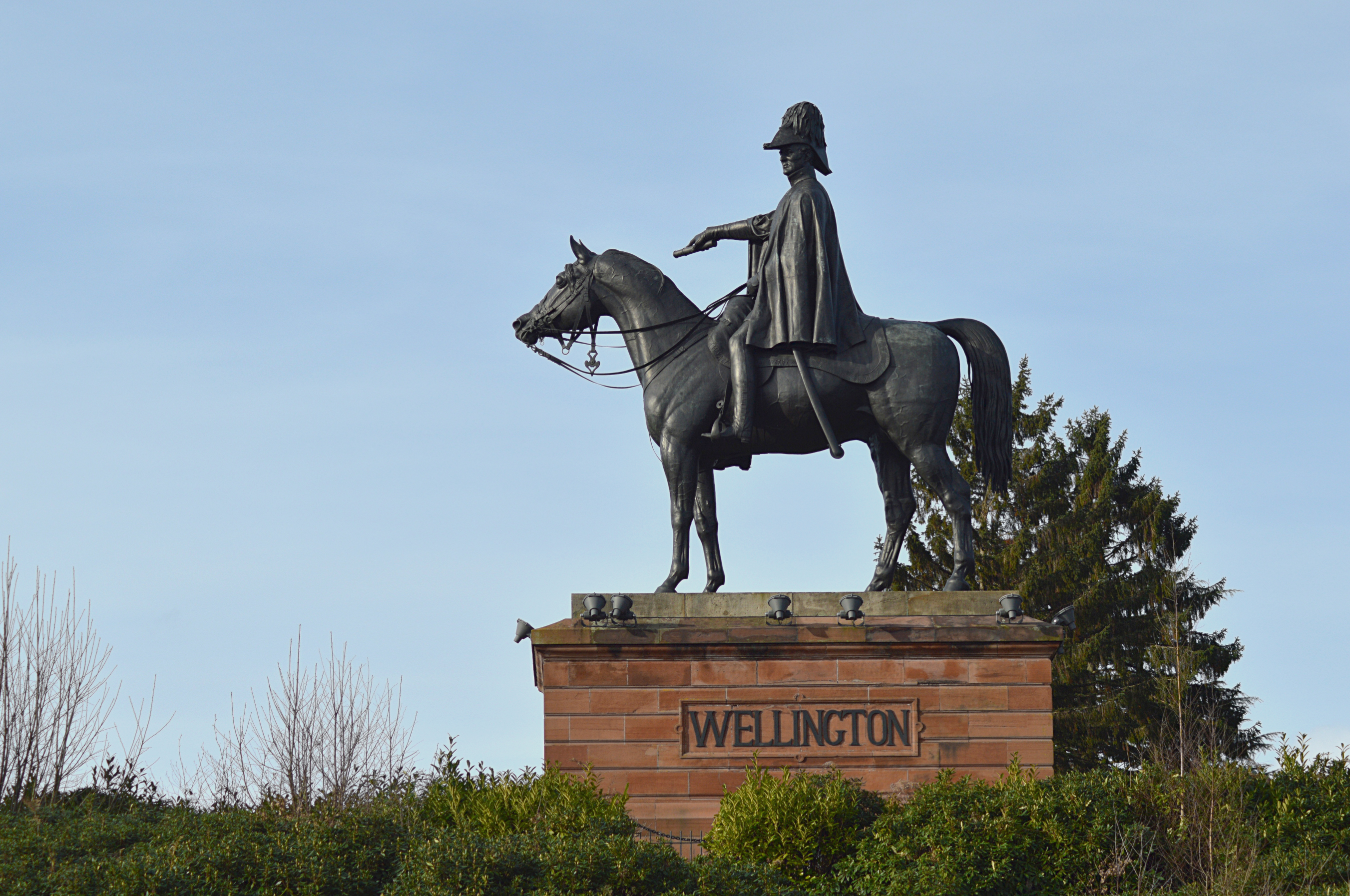
Statue équestre du duc de Wellington par Wyatt

Wyatt a également sculpté l'énorme statue équestre en bronze du Duc de Wellington qui se trouvait à l'origine sur le sommet de l'arc de Wellington à Hyde Park Corner, à Londres. Celle-ci a été érigée en 1846, mais beaucoup pensaient que la statue était trop grande pour l'arche et elle a été démontée et reconstruite à Aldershot en 1885, où elle a été récemment restaurée. 
Le Duc de Rutland a considérablement sollicité Wyatt au château de Belvoir dans le Leicestershire, où il a conçu et décoré le Salon Elizabeth et sculpté le monument en marbre de la duchesse dans le mausolée, ainsi que sa statue et son buste. Il a également sculpté une table en marbre complété de tissu, dans la salle à manger. 
En 1831, Lord Dudley commanda à Wyatt une sculpture de son chien favori, Bashaw, offrant de payer la somme astronomique de 5 000 guinées pour le travail fini. Bashaw a été emmené dans l'atelier de Wyatt à Londres environ 50 fois pour poser pour le sculpteur. Lord Dudley a fait don de topaze persane et de sardonyx de la collection de bijoux de la famille pour les yeux de la sculpture. Cependant, Lord Dudley décède en 1833, avant que la statue ne soit terminée, et ses exécuteurs testamentaires refusent de payer ses honoraires à Wyatt. Ce dernier conserve donc la sculpture, l'exposant plusieurs fois, notamment à la grande exposition de 1851. 

## Héritage
Wyatt décède à son domicile, Dudley Grove House, sur Harrow Road, à Londres, le 3 janvier 1862, et est enterré au cimetière de Highgate, laissant un domaine évalué à environ 80 000 £. Matthew, son fils aîné, devint plus tard le porte-étendard du Honorable Corps of Gentlemen at Arms de la reine Victoria et fut fait chevalier en 1848. James (1808 - 1893), ayant suivi la profession de son père, conçut le fronton de la Commercial Bank of Scotland sur George Street, à Édimbourg. Les autres fils, George Wyatt (décédé en 1880) et Henry Wyatt (décédé en 1899), devinrent à la fois architectes et constructeurs et participèrent au développement du domaine de l'évêque de Londres à Paddington. 